# Signe Tillisch
Signe Tillisch je podzimní odrůda jabloně domácí z čeledi růžovitých. Sklízí se v září, konzumní zralosti dosahuje v 1. polovině října, skladovatelné jsou do prosince (se ztrátou chuti i déle). Odrůda je poměrně náročná, lze ji pěstovat i ve vyšších polohách, ovšem pouze na stanovišti chráněném před větrem. 

## Charakteristika

### Původ
Jedná se o dánskou odrůdu, vznikla v roce 1866 jako náhodný semenáč v Bjerre u Horsensu. 

### Květy
Květy jsou velké, narůžovělé, doba kvetení je poloraná, odrůda je dobrým opylovačem pro ostatní odrůdy jabloní. Mezi vhodné opylovače pro tuto odrůdu patří např. Coxova reneta, Croncelské, James Grieve, Laxton's Superb, Mac Intosh Red, Průsvitné letní, Richardovo žluté nebo Ušlechtilé žluté.

### Plodnost
Do plodnosti nastupuje později, nicméně nástup do plodnosti hodně ovlivňuje podnož. Plodnost je poté vysoká, ale střídavá, ovšem nikdy nevynechává. 

### Strom
Růst je bujný nebo střední, vytváří vysokou, širokou kulovitou korunu, plodonosný obrost na větvích je krátký, nesnáší přísný řez, neboť oddaluje plodnost. Dožívá se pouze středního věku.

### Plod
Plody jsou velké, s hmotností od 190 do 700 g. Tvar plodu je rozmanitý, většinou ale ploše kulovitý, žebernatý, nesouměrný. Slupka je jemná, velmi tenká, lesklá, mastná, zpočátku jasně zelená, později až nazlátlá, na osluněné straně i s oranžovým nádechem, výjimečně s malým červeným líčkem. Dužnina je bílá až žlutobílá, velmi šťavnatá, jemná, měkká se sladce navinulou chutí a lehkým aroma, velmi dobrá až vynikající, dužnina na vzduchu nehnědne. Plody ve větru padají.

## Odolnost
Proti zimnímu mrazu je středně odolná, odolnost květů proti jarnímu mrazu je dobrá. Odrůda je náchylná na strupovitost, v suchu trpí padlím, plody jsou náchylné ke křenčení a vnitřní hnilobě, v době konzumní zralosti jsou citlivé na otlaky.

## Použití
Je vhodná k přímému konzumu, krátkodobému uskladnění a k dalšímu zpracování, k transportu je vhodná pouze těsně po sklizni.

## Zhodnocení
Bývala velmi oblíbená pro svou výtečnou chuť, v současné době se doporučuje hlavně na zahrádky.